# Parkity
Parkity (deutsch Parkitten) ist ein Ort in der polnischen Woiwodschaft Ermland-Masuren. Er gehört zur Gmina Kiwity (Landgemeinde Kiwitten) im Powiat Lidzbarski (Kreis Heilsberg).

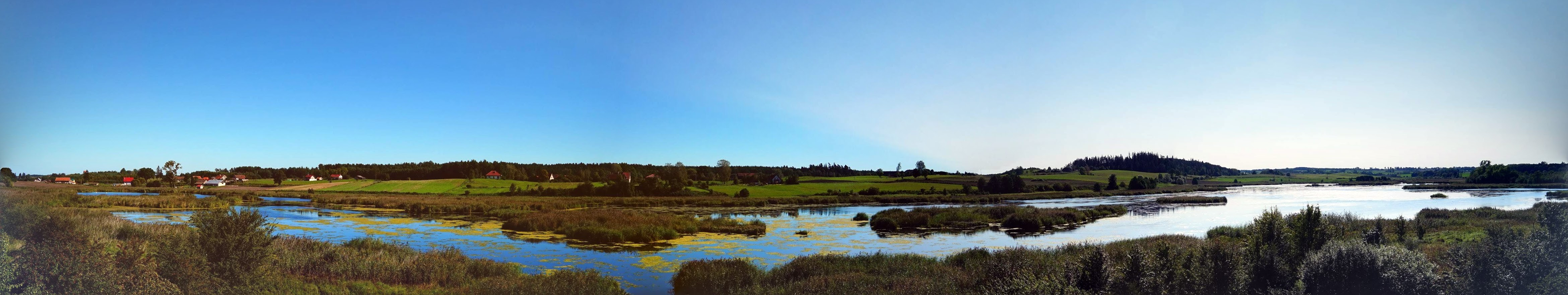
Panoramablick Rozlewisko Bartniki, auch: Bartnickie Łąki - ehem. Bleichenbarther See

## Geographische Lage
Parkity liegt am Südrand des Rozlewisko Bartniki (auch: Bartnickie Łąki, ehem. Bleichenbarther See) im nördlichen Westen der Woiwodschaft Ermland-Masuren, 13 Kilometer südöstlich der Kreisstadt Lidzbark Warmiński (Heilsberg).

## Geschichte
Zu dem kleinen seinerzeit Parkitten genannten Gutsdorf gesellte sich im Jahre 1864 das Vorwerk Waldhof (polnisch Polanka), das sich damals gründete.
Im Jahre 1874 wurde der Gutsbezirk Parkitten mit Waldhof in den neu errichteten Amtsbezirk Kiwitten (polnisch Kiwity) aufgenommen, der zum ostpreußischen Kreis Heilsberg im Regierungsbezirk Königsberg gehörte. 117 Einwohner zählte das Gutsdorf Parkitten im Jahre 1910.
Am 30. September 1928 verlor Parkitten seine Eigenständigkeit, als es in den Nachbarort Bleichenbarth (polnisch Bartniki) eingemeindet wurde.
Als 1945 das gesamte südliche Ostpreußen in Kriegsfolge an Polen fiel, erhielt Parkitten die polnische Namensform „Parkity“. Heute ist das Dorf eine Ortschaft innerhalb der Gmina Kiwity (Landgemeinde Kawitten) im Powiat Lidzbarski (Kreis Heilsberg), von 1975 bis 1998 der Woiwodschaft Olsztyn, seither der Woiwodschaft Ermland-Masuren zugehörig.

## Religion
Parkitten und heute auch Parkity sind Orte der römisch-katholischen Pfarrei Kiwity (Kiwitten), die jetzt zum Erzbistum Ermland gehört.
Parkitten war bis 1945 außerdem in die evangelische Kirche Heilsberg in der Kirchenprovinz Ostpreußen der Kirche der Altpreußischen Union eingepfarrt, während Parkity heute zur Diözese Masuren der Evangelisch-Augsburgischen Kirche in Polen gehört.

## Verkehr
Parkity liegt an einer Nebenstraße, die von Kobiela (Kobeln) über Wólka Szlachecka (Adlig Wolka) nach Franknowo (Frankenau) führt. Ein von Bartniki (Bleichenbarth) kommender und früher bis Polanka (Waldhof) verlaufender Landweg endet heute in Parkity.
Von 1906 und 1996 bestand über Tollnigk (polnisch Tolniki Wielkie) Anschluss an die Bahnstrecke (Niedersee–) Rothfließ–Heilsberg–Zinten (–Königsberg), die seit mehreren Jahrzehnten aber nicht mehr befahren wird.